# Staklena pasta
Staklena pasta je tehnika koja se koristi u proizvodnji raznobojnog stakla i jedna je od osnovnih varijanti postupka poznata kao fusing. Hladno oblikovana pasta od staklenog praha i boja ulijeva se u vatrostalni kalup, a zatim peče u posebnoj peći, pri čemu se staklo stopi u željeni oblik. Kako bi se postigli polikromni efekti postupak se ponavlja s drugim bojama. Bila je to jedna od omiljnih tehnika u vrijeme secesije i art decoa.